# Tunnel di sangue
Tunnel di sangue (Tunnels of Blood) è un romanzo del 2000, terzo libro della saga di Darren Shan e il capitolo conclusivo della trilogia del Circo degli Orrori. In questo romanzo vengono introdotte le prime informazioni sul mondo dei vampiri, che ricoprerà un ruolo centrale a partire dai prossimi libri.

## Trama
A diciotto mesi dall'iniziazione di Darren, il ragazzino si è ormai abituato alla vita nel Circo degli Orrori con Mr. Crepsley, Evra e tutti gli altri artisti. Una sera Crepsley riceve la visita di Gavner Purl, un vampiro suo vecchio amico, dopodiché informa Darren che dovranno partire per il suo paese natale dove ha delle faccende da sbrigare; li accompagna Evra, affinché il ragazzino non si senta solo. In città Darren conosce Debbie Hemlock, una bambina sua coetanea, e stringe con lei un'amicizia che sfocia nell'amore. Intanto Crepsley si comporta in modo strano e il paese viene scosso da numerosi omicidi le cui vittime sono rinvenute totalmente dissanguate. Darren e Evra sospettando di Crepsley, così si mettono a seguirlo. Una notte lo sorprendono in una macelleria mentre sta addormentando un uomo e Darren lo attacca credendo stia per uccidere l'umano; compare però un'altra figura, che viene messa in fuga da Crepsley. Si tratta del vero assassino, un Vampiro Killer di nome Murlough: i Vampiri Killer si sono distaccati dal clan di vampiri principali perché ritengono indegno prelevare poco sangue dagli umani senza ucciderli (come nel caso di Crepsley) e finiscono sempre le loro vittime, ma possideono sempre lo spirito dei veri vampiri e sono di carattere onesto e orgoglioso. Murlough, essendo impazzito, ha iniziato a mietere troppe vittime e Crepsley è giunto in città proprio per fermarlo. Prima di fuggire Murlough rapisce Evra e, dopo aver spiato Darren, gli chiede di barattare la vita di Evra con quella della ragazzina. Lui sembra accettare e conduce il vampiro a casa degli Hemlock affinché la uccida nel sonno, ma il tutto è una trappola orchestrata da Darren e Crepsley e quest'ultimo uccide il Vampiro Killer. La famiglia di Debbie è stata drogata e nascosta in un posto sicuro; dopo aver salvato Evra, Debbie e i genitori vengono riposizionati addormentati nei propri letti. Sapendo di dover dire addio all'amica visto l'imminente ritorno al Circo degli Orrori e l'impossibilità a legare con un'umana, Darren la saluta con un bacio mentre dorme.